# Llimona de Pèrsia
La llimona de Pèrsia (Citrus latifolia), és una planta cítrica. Les fulles són ovades i alternades. El fruit fa uns 6 cm de diàmetre, sovint acaba en un mugró, i s'acostuma a vendre bastant verd, però madur és groc. És més gros i menys aromàtic que Citrus aurantifolia, respecte a aquest té l'avantatge de no tenir llavors i que la planta no té espines. S'exporta principalment des de Mèxic a la resta del món.